# Sáenz Peña (stacja metra w Buenos Aires)
Sáenz Peña – stacja metra w Buenos Aires, na linii A. Znajduje się pomiędzy stacjami Lima a Congreso. Stacja została otwarta 1 grudnia 1913.